# Kang Hee-bok
Kang Hee-bok – południowokoreański zapaśnik w stylu klasycznym. Srebrny medalista mistrzostw Azji w 2009. Piąty w Pucharze Świata w 2006. Zdobył brązowy medal na wojskowych mistrzostwach świata w 2005 roku.